# Ночнар білогорлий
Ночна́р білогорлий (Eurostopodus mystacalis) — вид дрімлюгоподібних птахів родини дрімлюгових (Caprimulgidae). Мешкає в Австралії і Папуа Новій Гвінеї. Раніше вважався конспецифічним з соломонськими і новокаледонськими ночнарями.

## Опис

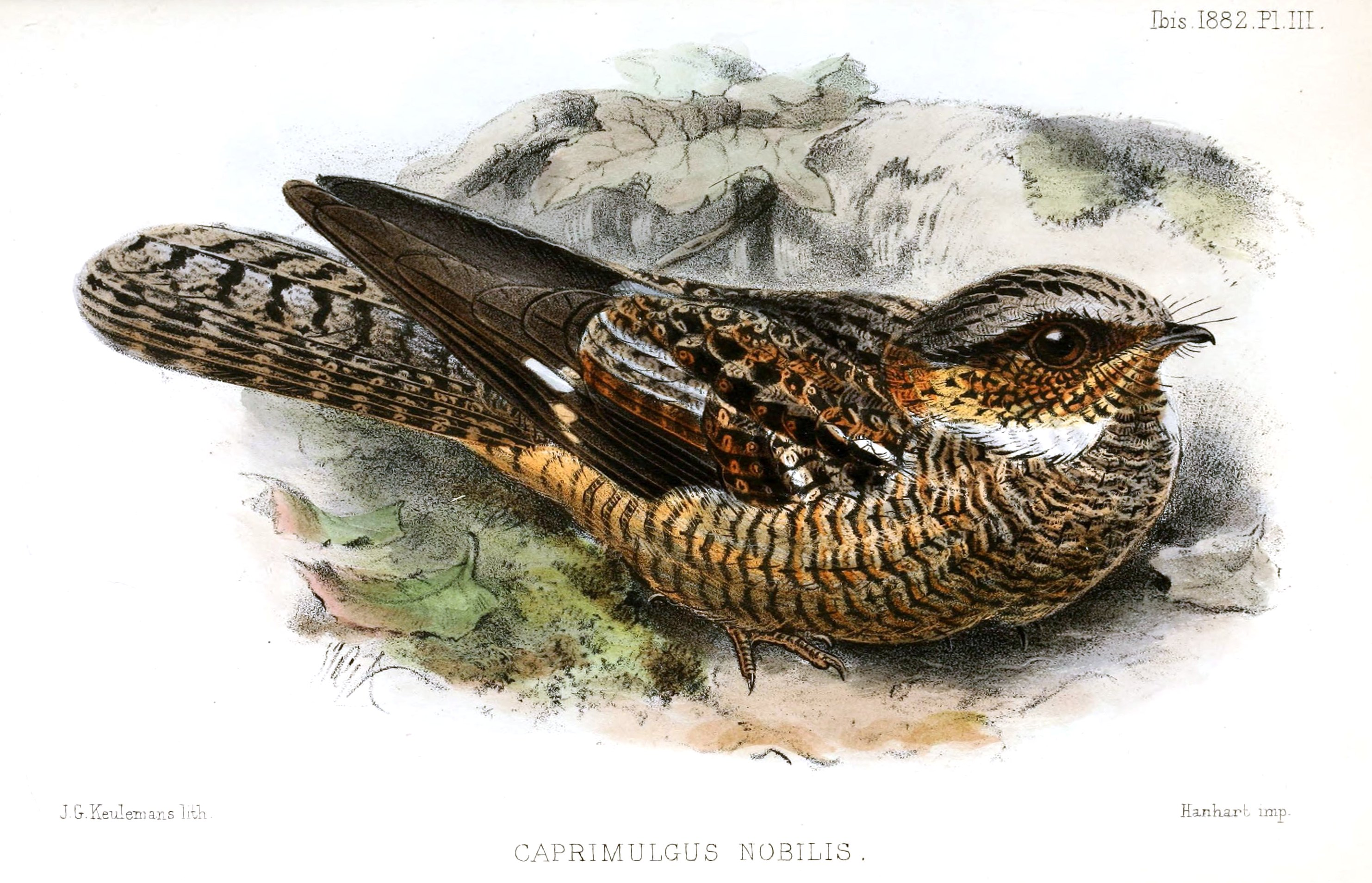
Білогорлий ночнар

Білогорлі ночнарі є найільшими представниками родини в Австралії, їхня довжина становить 30-37 см. Середня вага самців становить 98-145 г, самиць 140-180 г. Виду не притаманний статевий диморфізм. Верхня частина тіла і крила сірувато-бурі, поцятковані чорнувато-бурими плямами і широкими смугами. Нижня частина тіла поцяткована коричневими або сірувато-бурими плямами і рудуватими смугами. Крила сірувато-бурі, поцятковані чорнувато-бурими плямками. На шиї охристий "комір", на горлі з боків великі білі плями. На чотирьох крайніх першорядних махових перах є помітні білі плями. Хвіст коричневий, поцяткований чорними плямками, білі плями на ньому відсутні. Дзьоб сірувато-чорний, лапи темно-коричневі, короткі.

## Поширення і екологія
Білогорлі ночнарі гніздяться на сході Австралії, на схід від Великого Вододільного хребта. Популяції Квінсленду є переважно осілими, південні популяції взимку мігрують на північ, на схід Нової Гвінеї. Білогорлі ночнарі живуть в різноманітних природних середовищах, віддають перевагу сухим тропічним лісам з рідким підліском, зокрема лісам, що постраждали від лісових пожеж. В Новому Південному Уельсі білогорлих ночнарів спостерігали на узліссях вологих тропічних лісів та в мангрових лісах. На Новій Гвінеї білогорлі ночнарі зимують в саванах, на луках, болотах і в садах. Вони зустрічаються на висоті до 1650 м над рівнем моря, під час міграції можуть утворювати зграї до 20 птахів. Живляться комахами, яких ловлять в польоті. Сезон розмноження триває з вересня по лютий, на південному сході Австралії переважно з жовтня по грудень. Відкладають яйця просто на голу землю або серед опалого листя. В кладці 1 жовтувате яйце, поцятковане пурпурово-коричневими плямками. Вдень яйце насиджує самиця, вночі її підміняє самець.
Інкубаційний період триває від 29 до 33 днів, пташенята починають літати на 30 день після вилуплення. Через 3 тижні після відкладення першого яйця самиця може відкласти друге.